# داميان جولي
داميان جولي (بالفرنسية: Damien Joly)‏ هو سباح فرنسي، ولد في 4 يونيو 1992 في أوليول ‏ في فرنسا.

## وصلات خارجية
- داميان جولي على موقع الاتحاد الدولي للسباحة (الإنجليزية)
- داميان جولي على موقع SwimRankings.net (الإنجليزية)
- داميان جولي على موقع اللجنة الأولمبية الدولية (الإنجليزية)
- داميان جولي على موقع أوليمبيديا (الإنجليزية)
- داميان جولي على موقع اللجنة الأولمبية الفرنسية (مؤرشف) (الفرنسية)